# Lijst van camerlengo's
Hieronder staan twee lijsten van camerlengo's, de een van de Rooms-Katholieke Kerk en de ander van het College van Kardinalen.
| Camerlengo van de Rooms-Katholieke Kerk sinds 1517. | Camerlengo van de Rooms-Katholieke Kerk sinds 1517. |
| Naam                                                | Periode                                             |
| --------------------------------------------------- | --------------------------------------------------- |
| Raffaele Riario                                     | ←1521                                               |
| Innocenzo Cibo                                      | 1521                                                |
| Francesco Armellini Pantalassi de’ Medici           | 1521–1527                                           |
| Agostino Spinola                                    | 1528–1537                                           |
| Guido Ascanio Sforza di Santa Fiora                 | 1537–1564                                           |
| Vitellozzo Vitelli                                  | 1564–1568                                           |
| Michele Bonelli                                     | 1568–1570                                           |
| Luigi Cornaro                                       | 1570–1584                                           |
| Filippo Vastavillani                                | 1584–1587                                           |
| Enrico Caetani                                      | 1587–1599                                           |
| Pietro Aldobrandini                                 | 1599–1621                                           |
| Ludovico Ludovisi                                   | 1621–1623                                           |
| Ippolito Aldobrandini                               | 1623–1638                                           |
| Antonio Barberini                                   | 1638–1671                                           |
| Paluzzo Paluzzi Altieri degli Albertoni             | 1671–1698                                           |
| Galeazzo Marescotti (pro-camerlengo)                | 1698                                                |
| Giovanni Battista Spinola                           | 1698–1719                                           |
| Annibale Albani                                     | 1719–1747                                           |
| Silvio Valenti Gonzaga                              | 1747–1756                                           |
| Girolamo Colonna di Sciarra                         | 1756–1763                                           |
| Carlo Rezzonico                                     | 1763–1799                                           |
| Romoaldo Braschi-Onesti                             | 1800–1801                                           |
| Giuseppe Maria Doria Pamphili, pro-camerlengo       | 1801–1814                                           |
| Bartolomeo Pacca                                    | 1814–1824                                           |
| Pietro Francesco Galeffi                            | 1824–1837                                           |
| Giacomo Giustiniani                                 | 1837–1843                                           |
| Tommaso Riario Sforza                               | 1843–1857                                           |
| Lodovico Altieri                                    | 1857–1867                                           |
| Filippo de Angelis                                  | 1867–1877                                           |
| Gioacchino Vincenzo Pecci                           | 1877–1878                                           |
| Camillo di Pietro                                   | 1878–1884                                           |
| Domenico Consolini                                  | 1884                                                |
| Luigi Oreglia di Santo Stefano                      | 1885–1913                                           |
| Francesco Salesio della Volpe                       | 1914–1916                                           |
| Pietro Gasparri                                     | 1916–1934                                           |
| Eugenio Pacelli                                     | 1935–1939                                           |
| Lorenzo Lauri                                       | 1939–1941                                           |
| Benedetto Aloisi Masella                            | 1958–1970                                           |
| Jean-Marie Villot                                   | 1970–1979                                           |
| Paolo Bertoli                                       | 1979–1985                                           |
| Sebastiano Baggio                                   | 1985–1993                                           |
| Eduardo Martínez Somalo                             | 1993–2007                                           |
| Tarcisio Bertone                                    | 2007–2014                                           |
| Jean-Louis Tauran                                   | 2014–2018                                           |
| Kevin Farrell                                       | 2019–heden                                          |

| Camerlengo van het College van Kardinalen van 1517 tot 1995. | Camerlengo van het College van Kardinalen van 1517 tot 1995. |
| Naam                                                         | Periode                                                      |
| ------------------------------------------------------------ | ------------------------------------------------------------ |
| Achille de Grassis                                           | 1517–1518                                                    |
| Lorenzo Pucci                                                | 1518–1519                                                    |
| Giulio de Medici                                             | 1519–1520                                                    |
| Francesco de Conti                                           | 1520–1521                                                    |
| Giovanni Piccolomini                                         | 1521–1523                                                    |
| Giovanni Domenico de Cupis                                   | 1523–1524                                                    |
| Andrea de Valle                                              | 1524–1526                                                    |
| Scaramuccia Trivulzio                                        | 1526–1527                                                    |
| Domenico Giacobazzi                                          | 1527–1528                                                    |
| Willem van Enckevoirt                                        | 1529                                                         |
| Antonio Sanseverino                                          | 1530–1531                                                    |
| Benedetto Accolti                                            | 1531                                                         |
| Agostino Spinola                                             | 1532–1533                                                    |
| Gianvincenzo Carafa                                          | 1533–1534                                                    |
| Andrea Palmieri                                              | 1534–1535                                                    |
| Francisco Quinones                                           | 1535                                                         |
| Francesco Cornaro                                            | 1536–1537                                                    |
| Antonio Pucci                                                | 1537–1538                                                    |
| Girolamo Ghinucci                                            | 1538–1539                                                    |
| Giacomo Simonetta                                            | 1539–1540                                                    |
| Gasparo Contarini                                            | 1540–1541                                                    |
| Gianpietro Carafa                                            | 1541–1542                                                    |
| Rodolfo Pio di Carpi                                         | 1542                                                         |
| Pietro Bembo                                                 | 1542–1543                                                    |
| Juan Alvares de Toledo                                       | 1543–1544                                                    |
| Pietro Paolo Parisio                                         | 1544–1545                                                    |
| Marcello Cervini                                             | 1545                                                         |
| Uberto Gambara                                               | 1545–1546                                                    |
| Ascanio Parisani                                             | 1546–1547                                                    |
| Bartolomeo Guidiccioni                                       | 1547–1548                                                    |
| Miguel da Silva                                              | 1548–1549                                                    |
| Giovanni Girolamo Morone                                     | 1549–1551                                                    |
| Marcello Crescenzi (Avezzano)                                | 1551–1552                                                    |
| Francisco Mendoza de Bobadilla                               | 1552–1553                                                    |
| Otto Truchsess von Waldburg                                  | 1553–1554                                                    |
| Bartolomeo de la Cueva                                       | 1554–1555                                                    |
| Federico Cesi                                                | 1555–1556                                                    |
| Pedro Pacheco                                                | 1556–1558                                                    |
| Giovanni Angelo Medici                                       | 1557–1558                                                    |
| Tiberio Crispi                                               | 1559–1561                                                    |
| Fulvio Cornea                                                | 1561–1562                                                    |
| Giovanni Michele Saraceni                                    | 1562–1563                                                    |
| Giovanni Ricci                                               | 1563–1564                                                    |
| Giovanni Battista Cicada                                     | 1564–1565                                                    |
| Scipione Rebiba                                              | 1565–1567                                                    |
| Gianantonio Capizzuchi                                       | 1567–1568                                                    |
| Giacomo Savelli                                              | 1568–1569                                                    |
| Luigi Cornaro                                                | 1569–1570                                                    |
| Philibert Babou de la Bourdaisière                           | 1570                                                         |
| Antonio de Granvelle                                         | 1570–1571                                                    |
| Stanisław Hozjusz                                            | 1571–1572                                                    |
| Francesco Pacheco                                            | 1572–1574                                                    |
| Giovanni Francesco Gambara                                   | 1574–1575                                                    |
| Carlo Borromeo                                               | 1575–1576                                                    |
| Alfonso Gesualdo                                             | 1576–1577                                                    |
| Niccolò Caetani                                              | 1577–1578                                                    |
| Innico d'Avalos d'Aragona                                    | 1578–1579                                                    |
| Marcantonio Colonna                                          | 1579–1580                                                    |
| Tolomeo Gallio                                               | 1580–1581                                                    |
| Prospero Santacroce                                          | 1581–1582                                                    |
| Zaccharia Delfino                                            | 1582–1583                                                    |
| Giovanni Francesco Commendone                                | 1583–1584                                                    |
| Guglielmo Sirleto                                            | 1584–1585                                                    |
| Michele Bonelli                                              | 1585–1587                                                    |
| Lodovico Madruzzo                                            | 1587–1588                                                    |
| Nicholas de Pellevè                                          | 1588–1589                                                    |
| Giulio Antonio Santori                                       | 1589–1590                                                    |
| Girolamo Rusticucci                                          | 1590–1593                                                    |
| Giovanni Evangelista Pallotta                                | 1595–1596                                                    |
| Agostino Valieri                                             | 1596–1597                                                    |
| Domenico Pinelli                                             | 1599–1600                                                    |
| Gregorio Petrocchini                                         | 1605–1607                                                    |
| Paolo Emilio Sfondrati                                       | 1607–1608                                                    |
| Ottavio Paravicini                                           | 1608–1609                                                    |
| Ottavio Acquaviva d'Aragona                                  | 1609–1611                                                    |
| Pietro Aldobrandini                                          | 1611–1612                                                    |
| Ottavio Bandini                                              | 1612–1613                                                    |
| Bartolomeo Cesi                                              | 1613–1614                                                    |
| Francesco Mantica                                            | 1614                                                         |
| Bonifazio Bevilacqua Aldobrandini                            | 1614–1616                                                    |
| Domenico Toschi                                              | 1616–1617                                                    |
| Roberto Bellarmino                                           | 1617–1618                                                    |
| Domenico Ginnasi                                             | 1618–1619                                                    |
| Giovanni Delfino                                             | 1619–1620                                                    |
| Giacomo Sannesio                                             | 1620–1621                                                    |
| Scipione Caffarelli-Borghese                                 | 1621–1623                                                    |
| Maffeo Barberini                                             | 1623                                                         |
| Giovanni Garzia Millini                                      | 1623–1625                                                    |
| Marcello Lante della Rovere                                  | 1625–1626                                                    |
| Gianbattista Leni                                            | 1626–1627                                                    |
| Gaspar Borja y Velasco                                       | 1627–1628                                                    |
| Roberto Ubaldini                                             | 1628–1629                                                    |
| Tiberio Muti                                                 | 1629–1630                                                    |
| Giulio Savelli                                               | 1630–1631                                                    |
| Guido Bentivoglio d'Aragona                                  | 1631–1632                                                    |
| Antonio Marcello Barberini                                   | 1632                                                         |
| Desiderio Scaglia                                            | 1632–1633                                                    |
| Agostino Spinola Basadone                                    | 1633–1634                                                    |
| Cosimo de Torres                                             | 1634–1635                                                    |
| Alfonso de la Cueva-Benavides y Mendoza-Carrillo             | 1635–1636                                                    |
| Antonio Marcello Barberini                                   | 1636–1637                                                    |
| Luigi Caetani                                                | 1637–1638                                                    |
| Bernardino Spada                                             | 1638–1639                                                    |
| Berlinghiero Gessi                                           | 1639                                                         |
| Federico Baldissera Bartolomeo Cornaro                       | 1639–1641                                                    |
| Giulio Cesare Sacchetti                                      | 1641–1642                                                    |
| Giandomenico Spinola                                         | 1642–1643                                                    |
| Giovanni Battista Pamphili                                   | 1643–1644                                                    |
| Gil Carrillo de Albornoz                                     | 1644–1646                                                    |
| Ciriaco Rocci                                                | 1646–1647                                                    |
| Giovanni Battista Maria Pallotta                             | 1647–1648                                                    |
| Ulderico Carpegna                                            | 1648–1649                                                    |
| Marcantonio Franciotti                                       | 1649–1650                                                    |
| Marco Antonio Bragadin                                       | 1650–1651                                                    |
| Pier Donato Cesi                                             | 1651–1652                                                    |
| Vincenzo Maculani                                            | 1652–1653                                                    |
| Francesco Peretti di Montalto                                | 1653-1654                                                    |
| Carlo Rossetti                                               | 1654–1656                                                    |
| Francesco Angelo Rapaccioli                                  | 1656–1657                                                    |
| Juan de Lugo y de Quiroga                                    | 1657–1658                                                    |
| Niccolò Albergati-Ludovisi                                   | 1658–1659                                                    |
| Federico Sforza                                              | 1659–1660                                                    |
| Benedetto Odescalchi                                         | 1660–1661                                                    |
| Camillo Astalli-Pamphili                                     | 1661–1662                                                    |
| Luigi Omodei                                                 | 1662–1663                                                    |
| Giacomo Corradi                                              | 1663–1664                                                    |
| Giberto Borromeo                                             | 1664–1665                                                    |
| Marcello Santacroce                                          | 1665–1666                                                    |
| Giovanni Battista Spada                                      | 1666–1668                                                    |
| Francesco Albizzi                                            | 1668–1669                                                    |
| Ottavio Aquaviva d'Aragonia                                  | 1669–1671                                                    |
| Carlo Pio di Savoia                                          | 1671–1672                                                    |
| Carlo Gualterio                                              | 1672–1673                                                    |
| Flavio Chigi                                                 | 1673–1674                                                    |
| Giacomo Franzoni                                             | 1674–1675                                                    |
| Pietro Vidoni                                                | 1675–1676                                                    |
| Carlo Carafa della Spina                                     | 1676–1678                                                    |
| Paluzzo Paluzzi Altieri degli Albertoni                      | 1678–1679                                                    |
| Giacomo Filippo Nini                                         | 1679–1680                                                    |
| Giacomo Rospigliosi                                          | 1680–1681                                                    |
| Gasparo Carpegna                                             | 1681–1682                                                    |
| César d'Estrées                                              | 1682–1683                                                    |
| Federico Baldeschi Colonna                                   | 1683–1684                                                    |
| Francesco Nerli                                              | 1684–1685                                                    |
| Girolamo Gastaldi                                            | 1685                                                         |
| Alessandro Crescenzi                                         | 1685–1687                                                    |
| Galeazzo Marescotti                                          | 1687–1688                                                    |
| Fabrizio Spada                                               | 1688–1689                                                    |
| Philip Thomas Howard of Norfolk                              | 1689–1691                                                    |
| Giambattista Spinola                                         | 1691–1692                                                    |
| Savo Millini                                                 | 1692–1693                                                    |
| Francesco Lorenzo Brancati di Lauria                         | 1693                                                         |
| Pier Matteo Petrucci                                         | 1693–1695                                                    |
| Jan Kazimierz Denhoff                                        | 1695–1696                                                    |
| Leandro Colloredo                                            | 1696–1697                                                    |
| Domenico Maria Corsi                                         | 1697                                                         |
| Bandino Panciatici                                           | 1699–1700                                                    |
| Giacomo Cantelmi                                             | 1700–1702                                                    |
| Toussaint de Forbin-Janson                                   | 1702–1703                                                    |
| Giambattista Rubini                                          | 1703–1704                                                    |
| Tommaso Maria Ferrari                                        | 1704–1705                                                    |
| Giuseppe Sacripante                                          | 1705–1706                                                    |
| Fabrizio Paolucci                                            | 1706–1707                                                    |
| Andrea Santacroce                                            | 1707–1708                                                    |
| Sperello Sperelli                                            | 1708–1709                                                    |
| Giovanni Maria Gabrielli                                     | 1709–1710                                                    |
| Lorenzo Corsini                                              | 1710–1711                                                    |
| Francesco Acquaviva d'Aragonia                               | 1711–1712                                                    |
| Filippo Antonio Gualterio                                    | 1712–1713                                                    |
| Giandomenico Paracciani                                      | 1713–1714                                                    |
| Joseph-Emmanuel de la Trémoille                              | 1714–1715                                                    |
| Carlo Agostino Fabroni                                       | 1715–1716                                                    |
| Michelangelo dei Conti                                       | 1716–1717                                                    |
| Luigi Pico della Mirandola                                   | 1717–1718                                                    |
| Antonio Felice Zondadari                                     | 1718–1719                                                    |
| Pier Marcellino Corradini                                    | 1719–1720                                                    |
| Luigi Priuli                                                 | 1720                                                         |
| Giovanni Battista Tolomei                                    | 1720–1723                                                    |
| Bernardino Scotti                                            | 1723–1724                                                    |
| Nicolò Spinola                                               | 1724–1726                                                    |
| Giorgio Spinola                                              | 1726–1727                                                    |
| Cornelio Bentivoglio                                         | 1727–1728                                                    |
| Luis Antonio Belluga y Moncada                               | 1728–1729                                                    |
| Mihály Frigyes Althan                                        | 1729–1730                                                    |
| Álvaro Cienfuegos Villazón                                   | 1730–1732                                                    |
| Giambattista Altieri                                         | 1732–1733                                                    |
| Vincenzo Petra                                               | 1733–1734                                                    |
| Niccolò Maria Lercari                                        | 1734–1735                                                    |
| Vincezo Ludovico Gotti                                       | 1735–1736                                                    |
| Leandro Porzia                                               | 1736–1737                                                    |
| Pierluigi Carafa                                             | 1737–1738                                                    |
| Francesco Scipione Maria Borghese                            | 1738–1739                                                    |
| Vincenzo Bichi                                               | 1739–1741                                                    |
| Giuseppe Firrao                                              | 1741–1742                                                    |
| Antonio Saverio Gentili                                      | 1742–1743                                                    |
| Giovanni Antonio Guadagni                                    | 1743–1744                                                    |
| Troiano Aquaviva d'Aragona                                   | 1744–1745                                                    |
| Domenico Riviera                                             | 1745–1746                                                    |
| Giambattista Spinola                                         | 1746–1747                                                    |
| Raniero D'Elci                                               | 1747–1748                                                    |
| Domenico Silvio Passionei                                    | 1748–1749                                                    |
| Silvio Valenti Gonzaga                                       | 1749–1750                                                    |
| Joaquín Fernández Portocarrero                               | 1750–1751                                                    |
| Camillo Paolucci                                             | 1751–1752                                                    |
| Carlo Alberto Guidoboni Cavalchini                           | 1752–1753                                                    |
| Federico Marcello Lante Montefeltro della Rovere             | 1753–1754                                                    |
| Francesco Landi Pietra                                       | 1754–1755                                                    |
| Fortunato Tamburini                                          | 1755–1756                                                    |
| Girolamo de Bardi                                            | 1756–1757                                                    |
| Giovanni Battista Mesmer                                     | 1757–1758                                                    |
| Henry Benedict Mary Clement Stuart of York                   | 1758–1760                                                    |
| Giuseppe Maria Feroni                                        | 1760–1761                                                    |
| Luca Melchiore Tempi                                         | 1761–1762                                                    |
| Cosimo Imperiali                                             | 1762–1763                                                    |
| Antonio Andrea Galli                                         | 1763–1764                                                    |
| Carlo Rezzonico                                              | 1764–1765                                                    |
| Ferdinando Maria de Rossi                                    | 1765–1766                                                    |
| Giuseppe Maria Castelli                                      | 1766–1767                                                    |
| Gaetano Fantuzzi                                             | 1767–1768                                                    |
| Pietro Girolamo Guglielmi                                    | 1768–1770                                                    |
| Marcantonio Colonna                                          | 1770–1771                                                    |
| Andrea Corsini                                               | 1771–1772                                                    |
| Simone Buonaccorsi                                           | 1772–1773                                                    |
| Giovanni Carlo Boschi                                        | 1773–1774                                                    |
| Ludovico Calini                                              | 1774–1776                                                    |
| Lazzaro Opizio Pallavicino                                   | 1776–1777                                                    |
| Pietro Pamphilj                                              | 1777–1778                                                    |
| Mario Marefoschi Compagnoni                                  | 1778–1779                                                    |
| Scipione Borghese                                            | 1779–1780                                                    |
| Antonio Eugenio Visconti                                     | 1780–1781                                                    |
| Bernardino Giraud                                            | 1781–1782                                                    |
| Innocenzo Conti                                              | 1782–1783                                                    |
| Francesco Saverio de Zelada                                  | 1783–1784                                                    |
| Leonardo Antonelli                                           | 1784–1785                                                    |
| Giovanni Archinto                                            | 1785–1786                                                    |
| Giacinto Sigismondo Gerdil                                   | 1786–1787                                                    |
| Guglielmo Pallotta                                           | 1787–1788                                                    |
| Franziskus Herzan von Harras                                 | 1788–1789                                                    |
| Giovanni De Gregorio                                         | 1789–1790                                                    |
| Francesco Carrara                                            | 1790–1791                                                    |
| Ignazio Busca                                                | 1791–1792                                                    |
| Stefano Borgia                                               | 1792–1793                                                    |
| Tommaso Antici                                               | 1793–1794                                                    |
| Giovanni Battista Caprara Montecuccoli                       | 1794–1795                                                    |
| Antonio Dugnani                                              | 1795–1796                                                    |
| Aurelio Roverella                                            | 1796–1797                                                    |
| Giulio Maria della Somaglia                                  | 1797–1798                                                    |
| Vincenzo Maria Altieri                                       | 1798                                                         |
| Giulio Maria della Somaglia                                  | 1799–1801                                                    |
| Diego Innico Caracciolo di Martina                           | 1801–1802                                                    |
| Giuseppe Firrao jr                                           | 1802–1803                                                    |
| Ferdinando Maria Saluzzo                                     | 1803–1804                                                    |
| Bartolomeo Pacca                                             | 1804–1805                                                    |
| Giovanni Filippo Gallarati Scotti                            | 1805–1806                                                    |
| Lorenzo Litta                                                | 1806–1807                                                    |
| Filippo Casoni                                               | 1807–1808                                                    |
| Girolamo della Porta                                         | 1808–1809                                                    |
| Valentino Mastrozzi                                          | 1809–1810                                                    |
| Antonio Despuig y Dameto                                     | 1810–1813                                                    |
| Pietro Francesco Galeffi                                     | 1814–1818                                                    |
| Antonio Doria Pamphili                                       | 1818–1819                                                    |
| Fabrizio Dionigi Ruffo                                       | 1819–1820                                                    |
| Ercole Consalvi                                              | 1820–1821                                                    |
| Giuseppe Albani                                              | 1821–1822                                                    |
| Francesco Guidobono Cavalchini                               | 1822–1823                                                    |
| Giovanni Caccia-Piatti                                       | 1823–1825                                                    |
| Pietro Vidoni                                                | 1825–1826                                                    |
| Cesare Guerrieri Gonzaga                                     | 1826–1827                                                    |
| Antonio Frosini                                              | 1827–1828                                                    |
| Tommaso Riario Sforza                                        | 1828–1830                                                    |
| Belisario Cristaldi                                          | 1830–1831                                                    |
| Juan Francisco Marco y Catalán                               | 1831–1832                                                    |
| Domenico de Simone                                           | 1832–1833                                                    |
| Luigi Gazzoli                                                | 1833–1834                                                    |
| Mario Mattei                                                 | 1834–1835                                                    |
| Nicola Grimaldi                                              | 1835–1836                                                    |
| Alessandro Spada                                             | 1836–1837                                                    |
| Bartolomeo Pacca                                             | 1837–1838                                                    |
| Emmanuele de Gregorio                                        | 1838–1839                                                    |
| Giovanni Francesco Falzacappa                                | 1839–1840                                                    |
| Carlo Maria Pedicini                                         | 1840–1841                                                    |
| Antonio Domenico Gamberini                                   | 1841–1842                                                    |
| Giacomo Giustiniani                                          | 1842–1843                                                    |
| Vincenzo Macchi                                              | 1843–1844                                                    |
| Luigi Lambruschini                                           | 1844–1845                                                    |
| Pietro Ostini                                                | 1845–1846                                                    |
| Castruccio Castracane degli Antelminelli                     | 1846–1847                                                    |
| Mario Mattei                                                 | 1848–1850                                                    |
| Giacomo Luigi Brignole                                       | 1851–1852                                                    |
| Costantino Patrizi                                           | 1852–1853                                                    |
| Luigi Amat di San Filippo e Sorso                            | 1853–1854                                                    |
| Gabriele Ferretti                                            | 1854–1855                                                    |
| Antonio Maria Cagiano de Azevedo                             | 1855–1856                                                    |
| Benedetto Barberini                                          | 1856–1857                                                    |
| Ugo Pietro Spinola                                           | 1857–1858                                                    |
| Gabriele della Genga Sermattei                               | 1858–1859                                                    |
| Clarissimo Falconieri Mellini                                | 1859                                                         |
| Antonio Tosti                                                | 1859–1860                                                    |
| Gaspare Bernardo Pianetti                                    | 1861–1862                                                    |
| Fabio Maria Asquini                                          | 1862–1863                                                    |
| Niccola Clarelli Parracciani                                 | 1863–1864                                                    |
| Domenico Carafa della Spina di Traetto                       | 1864–1865                                                    |
| Sisto Riario Sforza                                          | 1865–1866                                                    |
| Camillo di Pietro                                            | 1866–1867                                                    |
| Karl-August von Reisach                                      | 1867–1868                                                    |
| Alessandro Barnabò                                           | 1868–1869                                                    |
| Giuseppe Milesi Pironi Ferretti                              | 1869–1870                                                    |
| Piero di Silvestri                                           | 1870–1871                                                    |
| Angelo Quaglia                                               | 1871–1872                                                    |
| Antonio Maria Panebianco                                     | 1872–1873                                                    |
| Antonino Saverio De Luca                                     | 1873–1874                                                    |
| Giuseppe Andrea Bizzarri                                     | 1874–1875                                                    |
| Lucien Louis Joseph Napoleon Bonaparte                       | 1876–1877                                                    |
| Innocenzo Ferrieri                                           | 1877–1879                                                    |
| Edoardo Borromeo                                             | 1879–1880                                                    |
| Raffaele Monaco La Valletta                                  | 1880–1881                                                    |
| Flavio Chigi                                                 | 1881–1882                                                    |
| Luigi Oreglia di Santo Stefano                               | 1882–1883                                                    |
| Tommaso Martinelli                                           | 1883–1884                                                    |
| Mieczysław Halka Ledóchowski                                 | 1884–1885                                                    |
| Giovanni Simeoni                                             | 1885–1886                                                    |
| Domenico Bartolini                                           | 1886–1887                                                    |
| Luigi Serafini                                               | 1887–1888                                                    |
| Lucido Parocchi                                              | 1888–1889                                                    |
| Carlo Laurenzi                                               | 1889                                                         |
| Paul Melchers                                                | 1889–1891                                                    |
| Serafino Vannutelli                                          | 1891–1892                                                    |
| Gaetano Aloisi Masella                                       | 1892–1893                                                    |
| Mariano Rampolla del Tindaro                                 | 1893–1894                                                    |
| Fulco Luigi Ruffo-Scilla                                     | 1894–1895                                                    |
| Angelo Di Pietro                                             | 1895–1896                                                    |
| Girolamo Maria Gotti                                         | 1896–1897                                                    |
| Domenico Jacobini                                            | 1897–1898                                                    |
| Antonio Agliardi                                             | 1898–1899                                                    |
| Domenico Ferrata                                             | 1899–1900                                                    |
| Serafino Cretoni                                             | 1900–1901                                                    |
| Giovanni Battista Casali del Drago                           | 1901–1902                                                    |
| Francesco di Paola Cassetta                                  | 1902–1903                                                    |
| Alessandro Sanminiatelli Zabarella                           | 1903–1905                                                    |
| François-Désiré Mathieu                                      | 1905–1906                                                    |
| Pietro Respighi                                              | 1906–1907                                                    |
| Sebastiano Martinelli                                        | 1907–1909                                                    |
| Casimiro Gennari                                             | 1909–1911                                                    |
| Rafael Merry del Val                                         | 1911–1912                                                    |
| Aristide Rinaldini                                           | 1912–1914                                                    |
| Pietro Gasparri                                              | 1914–1915                                                    |
| Antonio Vico                                                 | 1915–1916                                                    |
| Gennaro Granito Pignatelli di Belmonte                       | 1916–1919                                                    |
| Basilio Pompilj                                              | 1919–1920                                                    |
| Giulio Boschi                                                | 1920                                                         |
| Rafael Merry del Val                                         | 1920–1922                                                    |
| Donato Sbarretti                                             | 1926-1929                                                    |
| Achille Locatelli                                            | 1929–1930                                                    |
| Luigi Sincero                                                | 1930–1931                                                    |
| Bonaventura Cerretti                                         | 1933                                                         |
| Achille Locatelli                                            | 1933–1935                                                    |
| Luigi Capotosti                                              | 1935–1936                                                    |
| Lorenzo Lauri                                                | 1936–1937                                                    |
| Eugenio Pacelli                                              | 1937–1939                                                    |
| Federico Tedeschini                                          | 1947–1948                                                    |
| Massimo Massimi                                              | 1949–1950                                                    |
| Nicola Canali                                                | 1950–1951                                                    |
| Giovanni Mercati                                             | 1951–1952                                                    |
| Giuseppe Bruno                                               | 1952–1954                                                    |
| Alfredo Ottaviani                                            | 1954–1958                                                    |
| Eugène Tisserant                                             | 1958–1960                                                    |
| Clemente Micara                                              | 1960–1961                                                    |
| Giuseppe Pizzardo                                            | 1961–1962                                                    |
| Benedetto Aloisi Masella                                     | 1962–1968                                                    |
| Giuseppe Ferretto                                            | 1968–1973                                                    |
| Ildebrando Antoniutti                                        | 1974                                                         |
| Franjo Šeper                                                 | 1974–1977                                                    |
| Agnelo Rossi                                                 | 1977–1978                                                    |
| Gabriel-Marie Garrone                                        | 1978–1979                                                    |
| Egidio Vagnozzi                                              | 1979–1980                                                    |
| Maximilien de Furstenberg                                    | 1982–1984                                                    |
| Silvio Oddi                                                  | 1984–1987                                                    |
| Giuseppe Paupini                                             | 1987–1988                                                    |
| Johannes Willebrands                                         | 1988–1995                                                    |